# 小白樱蛤
小白樱蛤（学名：Macoma murrayi），是帘蛤目樱蛤科白樱蛤属的一种。主要分布于中国大陆，常栖息在潮间带低潮线至潮下带。